# Francisco Quiroz
Francisco Quiroz (* 4. Juni 1957 in der Dominikanischen Republik; † 15. April 1993) war ein dominikanischer Boxer im Halbfliegengewicht. 

## Profikarriere
Im Jahre 1978 begann er erfolgreich seine Profikarriere. Am 19. Mai 1984 boxte er gegen Lupe Madera um den Weltmeistertitel des Verbandes WBA und siegte durch K. o. Diesen Gürtel verlor er allerdings bereits in seiner zweiten Titelverteidigung im März des darauffolgenden Jahres an Joey Olivo.
Im Jahre 1990 beendete er seine Karriere.